# Sergio Melta
Sergio Melta (16 marzo 1954) è un allenatore di calcio ed ex calciatore australiano di origini italiane.
Per il suo impegno nel calcio, ha ricevuto un Award of Distinction dalla Hall of Fame del calcio australiano.

## Carriera
Ha militato per molti anni con l'Adelaide City e ha giocato anche con il Virtus Soccer Club. Nel 1984 è stato eletto miglior giocatore del campionato australiano.
Da allenatore, nel 2006 è stato esonerato dal Cumberland Utd e sostituito da Mars Capasso.